# 德勒帕耶基
德勒帕耶基（發音：[təja̰pʰjá dʑí]），舊譯答里必牙，是緬甸實皆王國君主，1327年至1336年間在位。他是前任國王蘇雲同母異父的哥哥。
德勒帕耶基是底哈都的養子，其母婭達娜邦於1298年與出遊狩獵的底哈都邂逅，被底哈都納為妃子。德勒帕耶基於養父的領地賓里長大，1313年隨父王移居彬牙。1315年，在父王與弟蘇雲紛爭中，德勒帕耶基選擇支持蘇雲，後隨蘇雲一同前往實皆建城，成為蘇雲的副手。
1327年，蘇雲崩逝，德勒帕耶基繼位為王，並收繼蘇雲的寡妻紹南為王后。1336年（一說1335年），德勒帕耶基被其子瑞當代廢黜囚禁。1339年，德勒帕耶基發動政變推翻並殺死瑞當代。首相南達巴堅率宮廷衛士平息了政變，南達巴堅因曾與瑞當代合作共事，害怕被清算，處死了德勒帕耶基。